# 서멀테이크

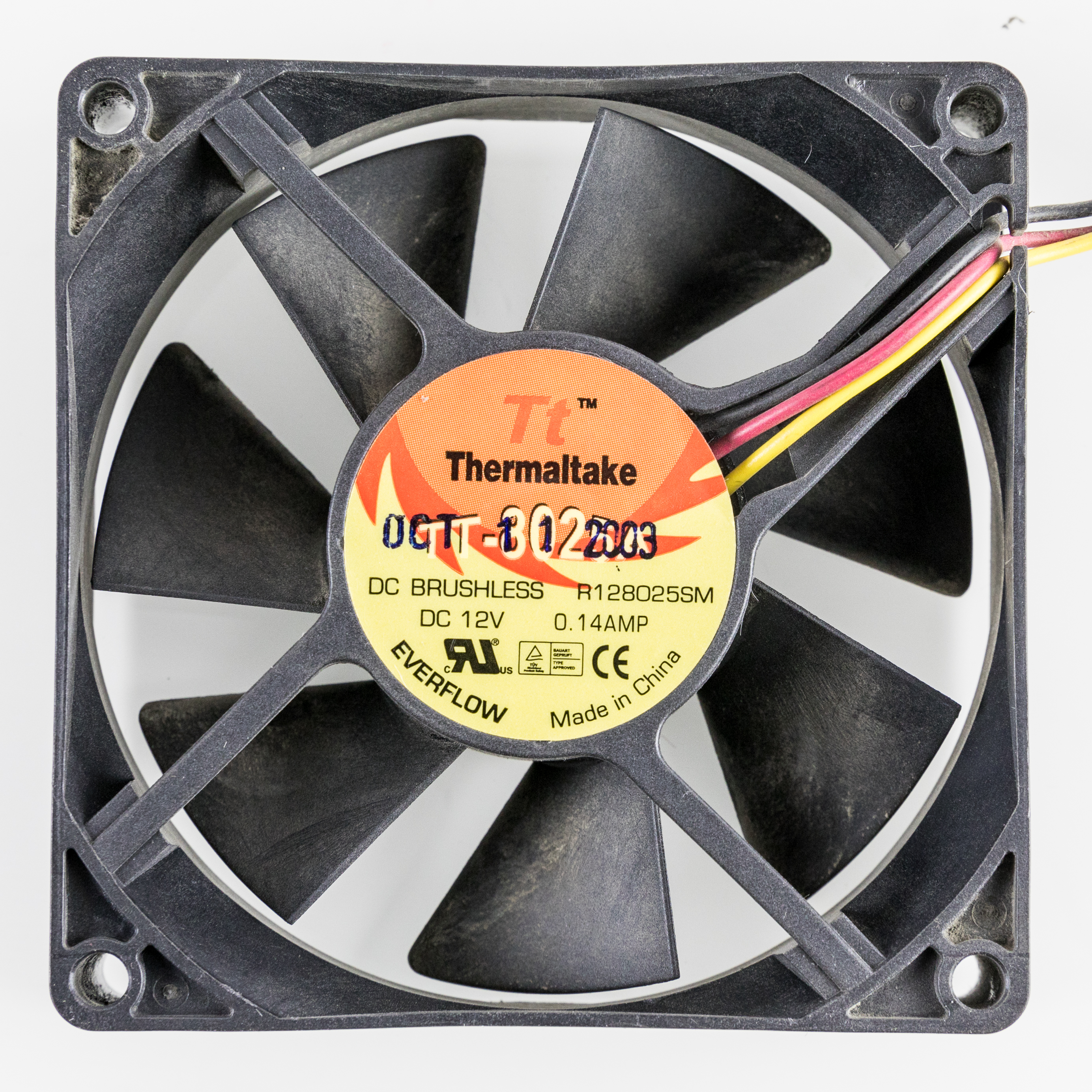
서멀테이크 냉각팬

서멀테이크 테크놀로지 (Thermaltake Technology Co., Ltd, 중국어: 曜越科技, 병음: Yàoyuè Kējì)는 대만의 PC 케이스, 전원 장치, 컴퓨터 냉각 장치, 주변 장치 등을 생산하는 업체며, 본사는 대만 타이베이에 위치해 있다. 둥관의 주요 공장을 포함하여 중국 본토에 다수의 제조 시설을 보유하고 있다.

## 역사
서멀테이크는 1999년 대만에서 설립되었다. 미국 본사는 남부 캘리포니아에 사무실을 두고 동시에 설립되었다.

### 벤치마킹 논란
컴퓨텍스 2015에서 서멀테이크는 받침대 액세서리를 장착한 케이스랩의 SM8 및 TH10 케이스와 매우 유사한 두 가지 새로운 컴퓨터 케이스를 선보였다.

## 브랜드

### Tt e스포츠

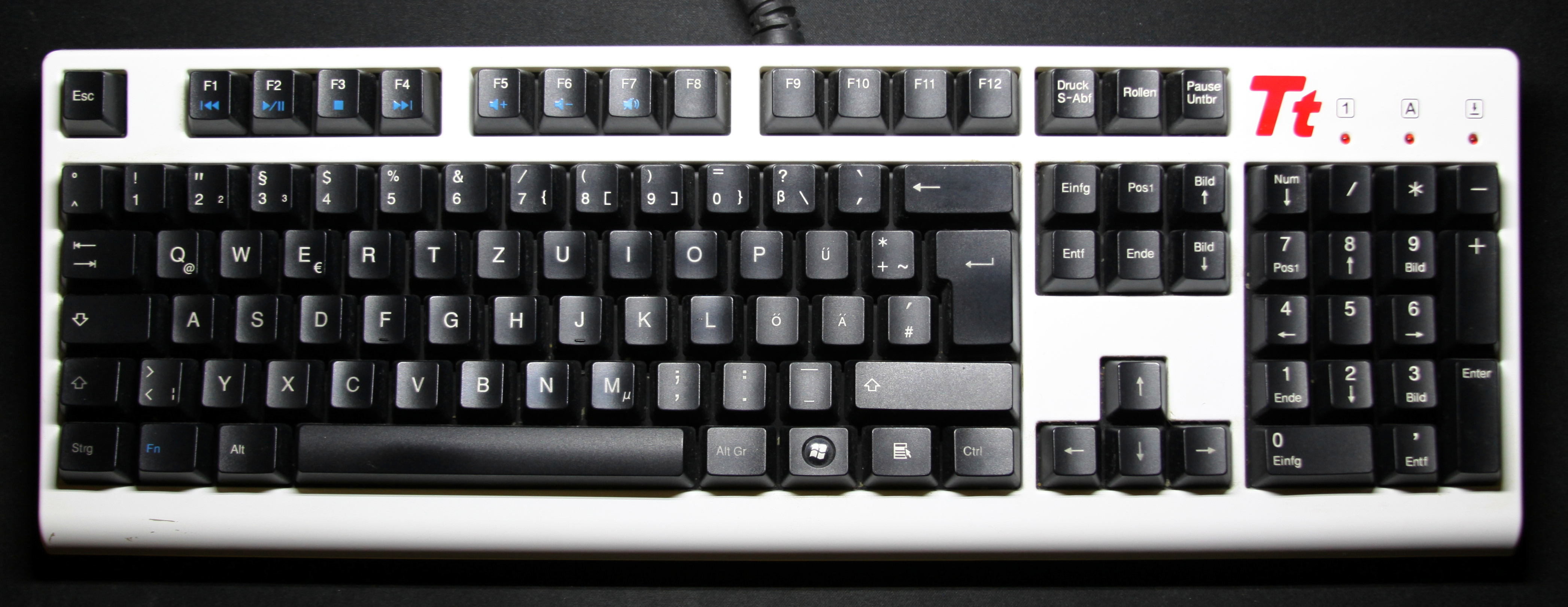
Tt eSports Meka G1 게이밍 키보드 체리 MX 블랙 스위치

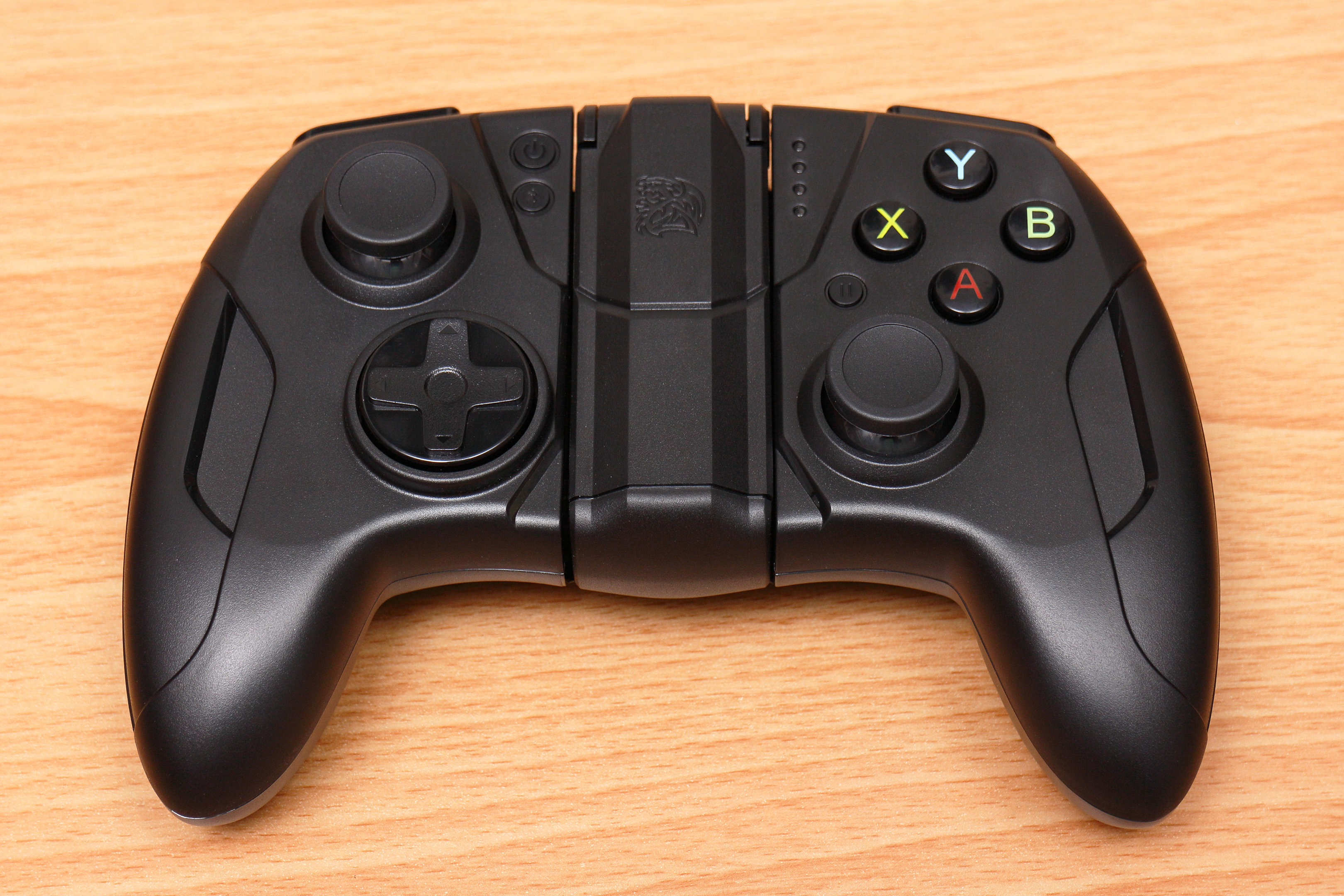
Tt e스포츠 컨투어 게임패드

서멀테이크는 Tt eSports 브랜드를 통해 경쟁력 있는 게이머를 위한 게이밍 마우스, 컴퓨터 키보드 및 기타 주변기기를 제공한다. Tt e스포츠는 또한 전 세계의 다양한 e스포츠 팀과 스트리밍 미디어를 후원한다.

### LUXA2
2009년 써멀테이크는 LUXA2라는 모바일 액세서리 브랜드를 출시했다.

## 같이 보기
- 대만의 기업 목록
- 안텍
- 쿨러마스터
- 커세어
- 딥쿨
- FSP
- 리안리
- NZXT
- 피씨쿨러
- 잘만